# Stefanowice (województwo dolnośląskie)
Stefanowice (do końca roku 1988 Godkowice) – wieś w Polsce położona w województwie dolnośląskim, w powiecie świdnickim, w gminie Marcinowice.

## Podział administracyjny
W latach 1975–1998 miejscowość położona była w województwie wałbrzyskim.